# Romengo
A Romengo oláh cigány zenét játszó együttes, a roma folk képviselője.

## Története
Lakatos Mónika (ének) és Rostás „Mazsi” Mihály (gitár) közösen léptek fel a Holdvilág Színházban. Az 1996-os Ki mit tud?-on is együtt szerepeltek, a népdal kategóriában Mónika győzött.
1999-ben a Romano Drom együtteshez csatlakoztak, majd 2004-ben megalakították saját együttesüket, mely a nagyecsedi oláh cigány hagyományon alapuló zenét játssza. A saját szerzeményeik és a feldolgozásaik is ezt követik. Lakatos Mónika egyedi hangjának és énekének, valamint a hangszeres és stiláris sokféleségüknek köszönhető sikerességük. Hagyományos hangszereket is használnak (kanál, kanna és teknő), új hangzásoktól sem idegenkednek.
Koncerteztek India (Sufi Sutra) Malajzia (Rainforest World Music Festiva) Dél-Korea (Sori Festival) és Mexikó (Cervantino Festival) mellett Európa több, mint 25 országban. 15. évfordíulójukat 2019-ben Dél-Amerikában ünnepelték. Ecuadorban, Kolumbiában és Peruban is koncerteztek.

## Tagok
- Lakatos Mónika – ének, vokál
- Rostás Mihály „Mazsi” – gitár, ének, vokál, tambura, szájbőgő
- Lakatos János „Guszti” – kanna, szájbőgő, ének
- Balogh Tibor – teknő, kanál, ritmushangszerek, szájbőgő, ének
- Rosonczy-Kovács Mihály – hegedű, ének
- Novák Csaba – nagybőgő

## Lemezek
Két albumuk (Kétháné, Nagyecsed-Budapest) bekerült a World Music Charts Europe 10 legjobb lemeze közé.
- Kétháné (2010)[2]
- Nagyecsed-Budapest (2014)[3]
- Folk utca (2021)[4]